# Варница (Молдова)
Варница (рум. Varnița) — село в Новоаненском районе Молдавии. Относится к сёлам, не образующим коммуну.
Варница — территориально-административная единица Республики Молдова, но непризнанная Приднестровская Молдавская Республика считает Варницу своей территорией.

## География

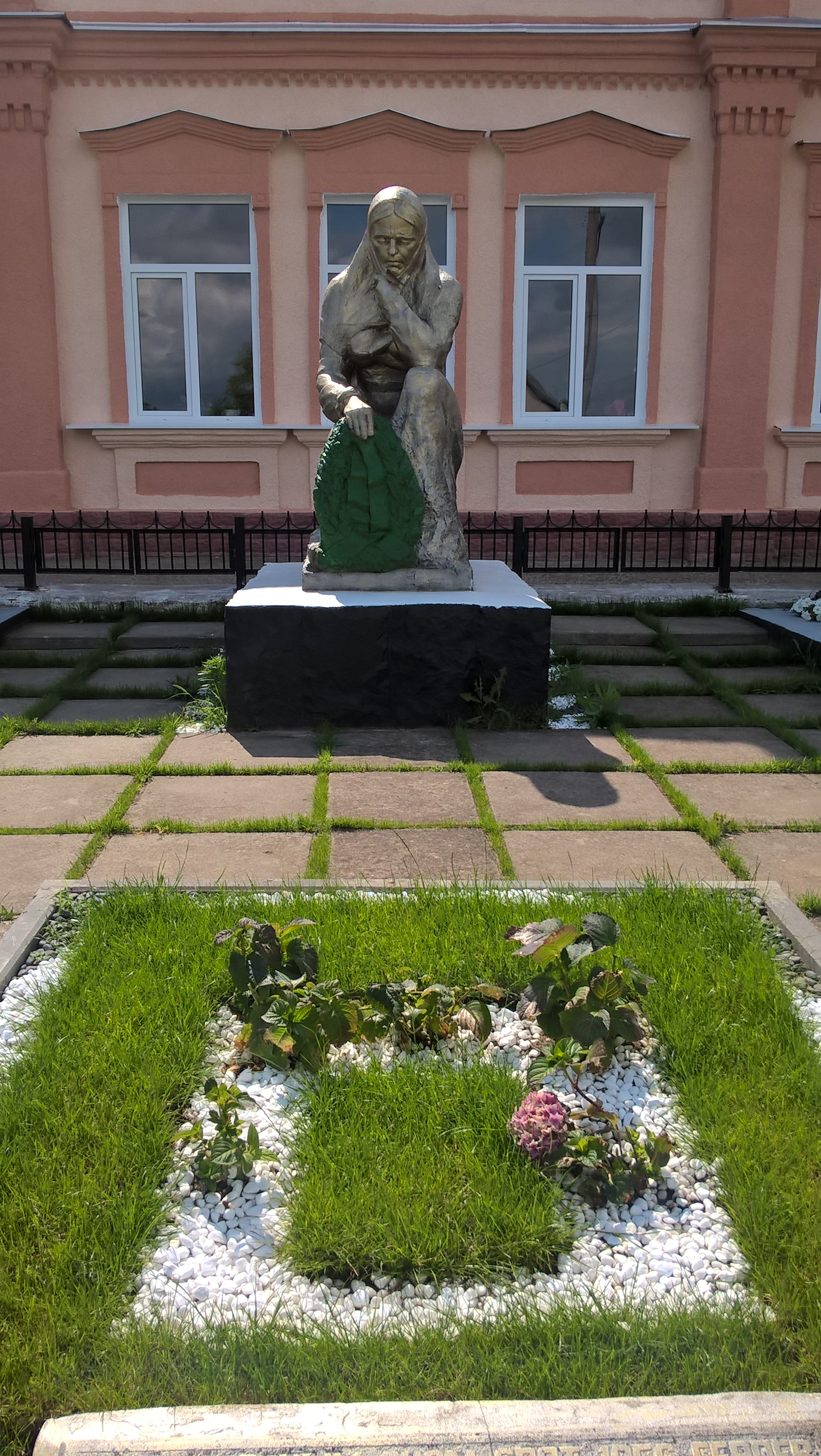
Памятник в честь советских солдат, погибших во время Ясско-Кишинёвской операции

Село расположено к северу от города Бендеры на высоте 94 метра над уровнем моря. В границах села течёт река Днестр. День села празднуется 14 октября.

## Население
По данным переписи населения 2004 года, в селе Варница проживало 4210 человек (2081 мужчина, 2129 женщин).
Этнический состав села:
| Национальность | Число жителей | Процентный состав |
| -------------- | ------------- | ----------------- |
| молдаване      | 3379          | 80,26             |
| русские        | 454           | 10,78             |
| украинцы       | 228           | 5,42              |
| цыгане         | 50            | 1,19              |
| болгары        | 35            | 0,83              |
| гагаузы        | 15            | 0,36              |
| румыны         | 11            | 0,26              |
| поляки         | 1             | 0,02              |
| евреи          | 1             | 0,02              |
| прочие         | 36            | 0,86              |
| Всего          | 4210          | 100 %             |

## Климат
| Показатель                 | Янв. | Фев. | Март | Апр. | Май  | Июнь | Июль | Авг. | Сен. | Окт. | Нояб. | Дек. | Год  |
| -------------------------- | ---- | ---- | ---- | ---- | ---- | ---- | ---- | ---- | ---- | ---- | ----- | ---- | ---- |
| Средний максимум, °C       | 0,4  | 1,5  | 6,2  | 14,7 | 20,9 | 24,6 | 26,6 | 26,1 | 21,7 | 15,1 | 8,0   | 3,2  | 14,1 |
| Средняя температура, °C    | −2,5 | −1,4 | 2,8  | 10,3 | 16,2 | 19,8 | 21,4 | 21,0 | 16,6 | 10,6 | 4,8   | 0,5  | 10,0 |
| Средний минимум, °C        | −5,4 | −4,2 | −0,6 | 5,9  | 11,5 | 15,0 | 16,5 | 15,9 | 11,6 | 6,2  | 1,6   | −2,2 | 6,0  |
| Норма осадков, мм          | 36   | 36   | 30   | 36   | 48   | 68   | 66   | 43   | 43   | 26   | 37    | 37   | 506  |
| Источник: climate-data.org |      |      |      |      |      |      |      |      |      |      |       |      |      |

## Достопримечательности
В 1925 году румынскими властями, по просьбе Швеции, в селе Варница был установлен памятный знак Карлу XII, на месте, где располагался третий лагерь шведского короля, укрывавшегося в Бендерах от преследований Петра I. В нескольких метрах от него в конце 1990-х годов был установлен памятный знак украинскому государственному деятелю Ивану Мазепе с текстом на украинском языке и изображением фамильного герба гетмана. На территории, где установлены эти два памятных знака (ул. Карла XII) властями Республики Молдовы планируется открыть музейный комплекс, филиал одного из кишинёвских государственных музеев, о чём установлен информационный аншлаг на румынском и английском языках.
В 2018 году молдавский скульптор Вячеслав Жиглицкий установил Бюст румынского короля Фердинанда I